# Giglachseen
Giglachseen är sjöar i Österrike.   De ligger i förbundslandet Steiermark, i den centrala delen av landet, 230 km sydväst om huvudstaden Wien. Giglachseen ligger 1 922 meter över havet.
Trakten runt Giglachseen består i huvudsak av gräsmarker. Runt Giglachseen är det glesbefolkat, med 20 invånare per kvadratkilometer.